# ZywOo
ZywOo, pe numele său real, Mathieu Herbaut, născut pe 9 noiembrie 2000 în Lens (Hauts-de-France, Franța) este un jucător profesionist francez de Counter-Strike: Global Offensive pentru Team Vitality. El este considerat a fi unul dintre cei mai buni jucători din istoria Global Offensive, fiind denumit cel mai bun jucător al anului 2019, respectiv 2020 de către HLTV.org.  De asemenea, este uneori poreclit „The Chosen One” datorită faptului că s-a născut în ziua lansării comerciale a jocului original Counter-Strike.

## Tinerețe
Uitându-se la fratele său dar și la verișorii săi jucându-se Counter-Strike, ZywOo a descoperit jocul la vârsta de 7 ani. În tot acest timp, mama lui îi permitea să se joace mai puțin de o oră pe zi. În timpul adolescenței, nu se juca în miezul nopții și nici nu făcea sesiuni de 4–5 ore în fața calculatorului, familia sa fiind mereu cu ochii pe ceea ce făcea. De asemenea, mama lui l-a încurajat să intre în jocurile video, iar din când în când aceasta chiar se juca cu el. Dar înainte de a-i permite să participe la nivel profesional în sporturi electronice, ea i-a cerut ca mai întâi să-și termine studiile și să-și obțină bacalaureatul, ceea ce a și făcut.

## Carieră

### 2018
După ce și-a absolvit bacalaureatul, Mathieu și-a început cariera profesională în sporturi electronice, alăturându-se lui Team Vitality în octombrie. Rezultatele au venit rapid deoarece echipa sa a câștigat DreamHack Open Atlanta 2018 în noiembrie. Luna următoare, Team Vitality s-a calificat pentru Europe Minor Championship - Katowice 2019. În acest turneu, Team Vitality a terminat pe locul doi, asigurându-și un loc pentru turneul IEM Katowice Major 2019, acesta fiind unul dintre cele mai prestigioase evenimente ale următorului an.

### 2019
Rezultatele lui ZywOo și ale echipei sale nu au fost excelente la Major-uri, unde, echipa sa a ajuns să termine pe locurile 9-11 în IEM Katowice Major 2019, iar apoi pe locul 5-8, devenind sfertfinalist în StarLadder Berlin Major 2019. Totodată, pe parcursul sezonului, Team Vitality a câștigat două turnee de top, acestea fiind ECS Season 7 Finals și EPICENTER 2019. Pe lângă aceste victorii, Team Vitality a terminat pe locul doi la alte două turnee, acestea fiind ESL One Cologne 2019 respectiv DreamHack Masters Malmö 2019.
Statisticile individuale ale lui ZywOo au fost impresionante pentru acel an, câștigând de 5 ori medalia de „Cel mai valoros jucător” la 5 turnee diferite, având un rating general de 1.30 la evenimentele LAN. În ianuarie 2020, Mathieu Herbaut a fost ales ca fiind „Cel mai bun jucător al anului 2019” de către HLTV.org, devenind astfel primul francez și cel mai tânăr jucător care a primit acest premiu de la înființarea sa în 2010, totodată egalând reușita lui Marcelo „coldzera” David de a primi premiul în primul său an întreg ca jucător profesionist.

### 2020
Pe parcursul anului 2020, mai multe turnee fie au trecut la un format online, fie nu au avut loc, din cauza pandemiei COVID-19. În ciuda acestui fapt, Mathieu a fost ales de către HLTV.org ca fiind „Cel mai bun jucător al anului 2020” câștigând premiul pentru a doua oară consecutiv.

### 2021
După ce echipa sa a reușit calificarea pentru PGL Major Stockholm 2021, Team Vitality pierde în sferturile de finală împotriva viitorilor campioni ai turneului, Natus Vincere, și va termina turneul pe locurile 5-8. El a fost clasat ca fiind al doilea cel mai bun jucător al anului 2021 de către HLTV.org, jucătorul urcainean Oleksandr „s1mple” Kostyliev câștigând locul 1.

### 2022
Team Vitality pierde împotriva lui Heroic la PGL Major Antwerp 2022 în ziua a 4-a, încheind turneul pe locurile 9-11. În noiembrie, aceștia participă la IEM Rio Major 2022, al doilea cel mai mare turneu al anului, unde echipa sa termină pe locurile 12-14. El a fost clasat ca fiind al doilea cel mai bun jucător al anului 2022 de către HLTV.org, jucătorul urcainean Oleksandr „s1mple” Kostyliev câștigând din nou locul 1. 

### 2023
La ultimul Major din Global Offensive, BLAST.tv Paris Major 2023, ZywOo alături de echipa sa câștigă turneul împotriva lui GamerLegion învingându-i în finală cu scorul general de 2-0. Acesta este primul Major câștigat de către Mathieu, obținând  totodată și medalia de „Cel mai valoros jucător” în cadrul acestui turneu.

## Premii personale
- Jucătorul #1 din 2019 de către HLTV. [2]
- Jucătorul #1 din 2020 de către HLTV. [3]
- Jucătorul #2 din 2021 de către HLTV. [10]
- Jucătorul #2 din 2022 de către HLTV. [12]
- 15 medalii HLTV „Cel mai valoros jucător”. [8]

## Linkuri externe
- Facebook
- Youtube
- Instagram
- Twitter